# دماغه شاهزاده ولز

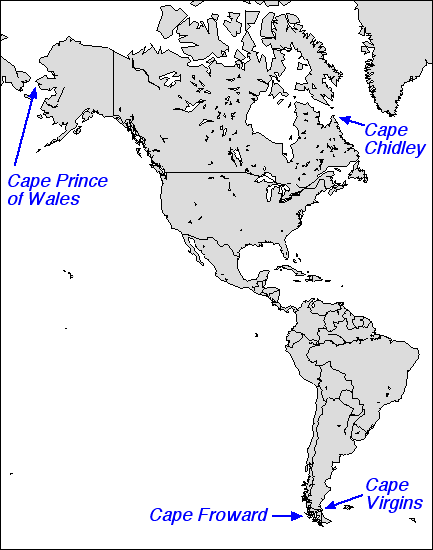
دماغه‌های قاره آمریکا، دماغه شاهزاده ولز در شمال غرب آمریکا

دماغه شاهزاده ولز (انگلیسی: Cape Prince of Wales) نام یک دماغه در آلاسکا و در غربی‌ترین نقطه قاره آمریکا است.نام این دماغه در سال ۱۷۷۸ توسط جیمز کوک دریانورد نیروی دریایی پادشاهی بریتانیا، به احترام شاهزاده ولز در آن دوران، جرج چهارم به این نام گذاشته شد.
این دماغه ۸۲ کیلومتر با دماغه دژنف در قاره آسیا فاصله دارد.